# Ngadimulyo (Kampak)
Ngadimulyo is een bestuurslaag in het regentschap Trenggalek van de provincie Oost-Java, Indonesië. Ngadimulyo telt 6082 inwoners (volkstelling 2010).